# Antonio Zampolli
Antonio Zampolli (Belluno, 20 luglio 1937 – Pisa, 22 agosto 2003) è stato un linguista e lessicografo italiano.
È considerato, insieme a Roberto Busa, uno dei pionieri della linguistica computazionale a livello nazionale e internazionale. Nel 1978 fondò l'Istituto di Linguistica Computazionale (ILC) a Pisa, uno dei maggiori centri di ricerca del settore in Italia.

## Biografia
Laureatosi in Lettere Classiche presso l'Università di Padova nel 1960 con una tesi sulla linguistica matematica (Studi di statistica linguistica eseguiti con impianti IBM), concentrò la sua attività di ricerca nell'ambito della linguistica computazionale.
Professore di Linguistica Computazionale presso l'Università di Pisa, vi fondò e diresse dal 1968 la Divisione Linguistica del Centro nazionale Universitario di Calcolo Elettronico (CNUCE), trasformata nel 1978 nell'Istituto di Linguistica Computazionale (ILC) del Consiglio Nazionale delle Ricerche  (CNR), che in seguito gli è stato intitolato in suo onore.
I suoi interessi principali di ricerca furono la lessicologia e lessicografia computazionali, l'insegnamento delle lingue assistito dal computer, le grammatiche formali e i parser, l'analisi testuale letteraria e linguistica, la traduzione automatica, la multimedialità, il multilinguismo, la linguistica quantitativa, il riutilizzo di risorse lessicali, standard per l'elaborazione dei dati letterari e linguistici, l'elaborazione del testo.
Morì nell'agosto del 2003, vittima di un incendio casalingo.

## Attività di ricerca
Zampolli fu particolarmente attivo nell'organizzare e dirigere incontri per stabilire nuovi paradigmi di ricerca. Da questi incontri e conferenze scaturiscono resoconti dettagliati delle sue ricerche. In altre pubblicazioni, si occupò direttamente delle applicazioni del calcolatore alle ricerche umanistiche e letterarie e dell'uso di modelli matematici nella linguistica. Gli argomenti trattati nelle sue opere fanno riferimento a:
- indagini statistiche (compilazione di liste, indici o ricerche statistiche in genere)
- elaborazione di sistemi sintattici e modelli di acquisizione del linguaggio
- trattamento automatico del contenuto del linguaggio
- traduzione automatica
- lessicografia e lessicologia computazionale
- filologia computazionale [5]

## Opere principali
- Linguistica, Matematica e Calcolatori: Convegno estiva international d'elaborazione elettronica di dati linguistici e letterare. 1st.(1970)
- Linguistica matematica e calcolatori: atti, Vol. 28. LS Olschki, 1973